# Podbělka
Podbělka är ett berg i Tjeckien. Det ligger i regionen Pardubice, i den östra delen av landet. Toppen på Podbělka är 1 307 meter över havet.